# Hesperaloe
Hesperaloe é um género botânico pertencente à família Asparagaceae.

## Espécies
- Hesperaloe campanulata
- Hesperaloe chiangii
- Hesperaloe engelmannii
- Hesperaloe funifera
- Hesperaloe malacophylla
- Hesperaloe nocturna
- Hesperaloe parviflora
- Hesperaloe tenuifolia